# 피터 실턴
피터 레슬리 실턴(영어: Peter Leslie Shilton, OBE, 1949년 9월 18일 ~ )은 잉글랜드의 전 축구 선수로, 포지션은 골키퍼였다. 1390경기로 축구 역대 공식 경기 최다 출전자이며, 잉글랜드 축구 국가대표팀에서 125경기에 출전했다.

## 경력

### 클럽
1963년 레스터 시티 청소년 팀에 입단했으며 1966년 프로 무대에 데뷔했다. 레스터 시티 소속 시절 고든 뱅크스와의 주전 골키퍼 경쟁에서 승리하면서 팀의 주전 골키퍼 역할을 맡았다. 1974년 스토크 시티로 이적했고 1977년 노팅엄 포리스트로 이적했다. 노팅엄 포리스트 소속으로 뛰는 동안 팀의 리그 1회 우승(1978년)과 FA 채리티 실드 1회 우승(1978년), 풋볼 리그 컵 1회 우승(1979년), 유러피언컵 2회 우승(1979년, 1980년), UEFA 슈퍼컵 1회 우승(1979년)에 공헌했고 1978년 PFA 올해의 축구 선수(PFA Players' Player of the Year)로 선정되었다.
노팅엄 포리스트를 떠난 이후부터 주로 사우샘프턴(1982년~1987년)과 더비 카운티(1987년~1992년), 플리머스 아가일(1992년~1995년) 소속으로 뛰었고 레이턴 오리엔트 소속 시절 리그 1,000경기 출전 기록을 세웠다. 47세 때인 1997년 현역 은퇴했으며 31년 동안 리그 1,005경기에 출전했다.

### 국가대표
1970년 잉글랜드 대표팀에 데뷔했고 UEFA 유로 1980과 1982년 FIFA 월드컵, 1986년 FIFA 월드컵, UEFA 유로 1988, 1990년 FIFA 월드컵에서 잉글랜드 대표로 출전했다. 1990년 잉글랜드 대표팀에서 은퇴할 때까지 125경기에 출전했으며 그가 세운 대표팀 출전 기록은 잉글랜드 대표팀 최다 출전 기록으로 남아 있다.
아르헨티나와의 1986년 FIFA 월드컵 8강전 경기(아르헨티나 대 잉글랜드 (1986년 FIFA 월드컵))에서 아르헨티나의 디에고 마라도나가 터뜨린 신의 손 사건으로 유명하다.

## 수상

### 클럽
레스터 시티
- 풋볼 리그 2부 1회 우승 (1970–71)
- FA 채리티 실드 1회 우승 (1971)

노팅엄 포리스트
- 풋볼 리그 1부 1회 우승 (1977–78)
- FA 채리티 실드 1회 우승 (1978)
- 풋볼 리그 컵 1회 우승 (1979)
- 유러피언컵 2회 우승 (1979, 1980)
- UEFA 슈퍼컵 1회 우승 (1979)

### 국가대표
잉글랜드
- 1990년 FIFA 월드컵 4위

### 개인
- PFA 올해의 선수 : 1977–78
- PFA 올해의 팀[4] : 1974–75, 1977–78, 1978–79, 1979–80, 1980–81, 1981–82, 1982–83, 1983–84, 1984–85, 1985–86
- PFA 세기의 팀 : 2007
- FWA 공로상 : 1991
- 월드사커 올해의 팀[5] : 1978, 1982, 1983, 1985, 1989, 1990
- 풋볼 리그 레전드 100인 : 1998
- 잉글랜드 축구 명예의 전당 : 2002
- 대영 제국 훈장 5등급(MBE)[6] : 1986
- 대영 제국 훈장 4등급(OBE)[1] : 1991
- 대영 제국 훈장 3등급(CBE) : 2024
- IOC 유럽 올해의 선수 : 1979-80
- 노팅엄 포리스트 올해의 선수 : 1981–82
- 사우스햄튼 올해의 선수 : 1984–85, 1985–86

## 같이 보기
- A매치 100경기 이상 출전한 축구 선수 명단